# René Fenouillière
René Fenouillière (Portbail, 22 ottobre 1882 – Reims, 4 novembre 1916) è stato un calciatore francese, di ruolo attaccante.

## Biografia
Allo scoppio della prima guerra mondiale, Fenouillère si arruola nel 2º Reggimento di fanteria in linea di Granville. Nel 1915 viene ferito durante un combattimento in Belgio, e viene così rimpatriato ad Avranches. Una volta rimessosi, riprende le armi. Il sottotenente Fenouillère muore sul fronte presso Reims il 4 novembre 1916. È seppellito al cimitero nazionale di Sillery.
.

## Carriera

### Club
Fenouillière debutta nelle giovanili dell'US Avranches, quindi attraversa la Manica per proseguire gli studi in Inghilterra.
Come calciatore, ricompare nel 1904 nelle file del Barcellona. Dopo le esperienze in Inghilterra e in Spagna, raggiunge Parigi, dove gioca nel RC France, quindi nel Red Star. Disputa il suo ultimo match di calcio nel 1915, in occasione di una partita amichevole fra l'Avranches e una squadra formata da soldati delle truppe alleate.

### Nazionale
Fenouillière gioca una partita nella nazionale francese, in occasione dei Giochi della IV Olimpiade: la sua unica presenza coincide con una pesante sconfitta per 17-1 contro la Danimarca.

## Statistiche

### Cronologia presenze e reti in nazionale
| Cronologia completa delle presenze e delle reti in nazionale ― Francia | Cronologia completa delle presenze e delle reti in nazionale ― Francia | Cronologia completa delle presenze e delle reti in nazionale ― Francia | Cronologia completa delle presenze e delle reti in nazionale ― Francia | Cronologia completa delle presenze e delle reti in nazionale ― Francia | Cronologia completa delle presenze e delle reti in nazionale ― Francia | Cronologia completa delle presenze e delle reti in nazionale ― Francia | Cronologia completa delle presenze e delle reti in nazionale ― Francia |
| Data                                                                   | Città                                                                  | In casa                                                                | Risultato                                                              | Ospiti                                                                 | Competizione                                                           | Reti                                                                   | Note                                                                   |
| ---------------------------------------------------------------------- | ---------------------------------------------------------------------- | ---------------------------------------------------------------------- | ---------------------------------------------------------------------- | ---------------------------------------------------------------------- | ---------------------------------------------------------------------- | ---------------------------------------------------------------------- | ---------------------------------------------------------------------- |
| 22-10-1908                                                             | Londra                                                                 | Danimarca                                                              | 17 – 1                                                                 | Francia                                                                | Olimpiadi 1908                                                         | -                                                                      |                                                                        |
| Totale                                                                 |                                                                        | Presenze                                                               | 1                                                                      |                                                                        | Reti                                                                   | 0                                                                      |                                                                        |